# Volleyball-DDR-Meisterschaft (Männer) 1983
Die DDR-Volleyballmeisterschaft der Männer wurde 1983 zum 32. Mal ausgetragen. Der SC Leipzig konnte seinen Titel erfolgreich vor dem SC Traktor Schwerin verteidigen. Den dritten Platz sicherte sich im letzten Meisterschaftsspiel der TSC Berlin im direkten Duell vor dem SC Dynamo Berlin.

## Modus
Die vier Klubmannschaften (SC Leipzig, TSC Berlin, SC Dynamo Berlin und SC Traktor Schwerin) ermittelten in vier Turnieren den Meister. Bei den Turnieren spielte jeweils jeder gegen jeden.

## Ergebnisse

### 1. Turnier in Leipzig
Das 1. Turnier fand vom 11. Februar bis 13. Februar 1983 in Leipzig statt.
| Paarung                             | Paarung | Paarung             | Ergebnis                               |
| ----------------------------------- | ------- | ------------------- | -------------------------------------- |
| Freitag: 11. Februar ab 17.00 Uhr   |         |                     |                                        |
| SC Leipzig                          | –       | SC Dynamo Berlin    | 3:0 – (15:13, 15:5, 15:6)              |
| SC Traktor Schwerin                 | –       | TSC Berlin          | 3:0 – (15:9, 15:2, 16:14)              |
| Sonnabend: 12. Februar ab 15.00 Uhr |         |                     |                                        |
| TSC Berlin                          | –       | SC Leipzig          | 0:3 – (3:15, 7:15, 13:15)              |
| SC Dynamo Berlin                    | –       | SC Traktor Schwerin | 2:3 – (12:15, 15:9, 8:15, 15:9, 10:15) |
| Sonntag: 13. Februar ab 14.00 Uhr   |         |                     |                                        |
| SC Dynamo Berlin                    | –       | TSC Berlin          | 1:3 – (6:15, 15:12, 10:15, 13:15)      |
| SC Leipzig                          | –       | SC Traktor Schwerin | 3:1 – (15:7, 14:16, 15:6, 15:10)       |

### 2. Turnier in Schwerin
Das 2. Turnier fand vom 18. Februar bis 20. Februar 1983 in der Schweriner Sport- und Kongresshalle statt.
| Paarung                             | Paarung | Paarung             | Ergebnis                               |
| ----------------------------------- | ------- | ------------------- | -------------------------------------- |
| Freitag: 18. Februar ab 17.00 Uhr   |         |                     |                                        |
| SC Traktor Schwerin                 | –       | SC Dynamo Berlin    | 3:0 – (15:5, 15:4, 15:_)               |
| SC Leipzig                          | –       | TSC Berlin          | 3:1 – (15:11, 15:12, 11:15, 15:8)      |
| Sonnabend: 19. Februar ab 15.00 Uhr |         |                     |                                        |
| SC Traktor Schwerin                 | –       | SC Leipzig          | 3:2 – (12:15, 15:8, 15:5, 8:15, 15:11) |
| TSC Berlin                          | –       | SC Dynamo Berlin    | 1:3 – (15:_, 13:15, 7:15, 14:16)       |
| Sonntag: 20. Februar ab 14.00 Uhr   |         |                     |                                        |
| SC Dynamo Berlin                    | –       | SC Leipzig          | 0:3 – (7:15, 10:15, 7:15)              |
| TSC Berlin                          | –       | SC Traktor Schwerin | 2:3 – (6:15, 15:12, 15:8, 6:15, 16:18) |

### 3. Turnier in Ost-Berlin (Dynamo)
Das 3. Turnier fand vom 25. Februar bis 27. Februar 1983 in der Dynamo-Sporthalle im Sportforum Hohenschönhausen in Ost-Berlin statt.
| Paarung                             | Paarung | Paarung             | Ergebnis                                |
| ----------------------------------- | ------- | ------------------- | --------------------------------------- |
| Freitag: 25. Februar ab 17.00 Uhr   |         |                     |                                         |
| SC Dynamo Berlin                    | –       | TSC Berlin          | 3:2 – (15:12, 15:13, 7:15, 15:17, 15:6) |
| SC Leipzig                          | –       | SC Traktor Schwerin | 1:3 – (10:15, 15:13, 5:15, 6:15)        |
| Sonnabend: 26. Februar ab 15.00 Uhr |         |                     |                                         |
| SC Leipzig                          | –       | SC Dynamo Berlin    | 3:1 – (10:15, 15:11, 15:7, 15:13)       |
| SC Traktor Schwerin                 | –       | TSC Berlin          | 3:2 – (7:15, 15:10, 5:15, 15:10, 16:14) |
| Sonntag: 27. Februar ab 14.00 Uhr   |         |                     |                                         |
| SC Dynamo Berlin                    | –       | SC Traktor Schwerin | 3:1 – (15:6, 15:10, 13:15, 15:8)        |
| TSC Berlin                          | –       | SC Leipzig          | 1:3 – (11:15, 7:15, 16:14, 8:15)        |

### 4. Turnier in Ost-Berlin (TSC)
Das 4. Turnier fand vom 11. März bis 13. März 1983 in der TSC-Halle in Ost-Berlin statt.
| Paarung                          | Paarung | Paarung             | Ergebnis                                 |
| -------------------------------- | ------- | ------------------- | ---------------------------------------- |
| Freitag: 11. März ab 17.00 Uhr   |         |                     |                                          |
| TSC Berlin                       | –       | SC Traktor Schwerin | 3:2 – (9:15, 16:17, 15:6, 15:13, 15:7)   |
| SC Leipzig                       | –       | SC Dynamo Berlin    | 3:2 – (9:15, 15:13, 15:4, 6:15, 17:15)   |
| Sonnabend: 12. März ab 15.00 Uhr |         |                     |                                          |
| SC Leipzig                       | –       | TSC Berlin          | 3:1 – (15:10, 15:10, 15:17, 15:9)        |
| SC Traktor Schwerin              | –       | SC Dynamo Berlin    | 3:2 – (11:15, 14:16, 16:14, 15:8, 15:8)  |
| Sonntag: 13. März ab 14.00 Uhr   |         |                     |                                          |
| SC Traktor Schwerin              | –       | SC Leipzig          | 3:2 – (15:11, 10:15, 15:7, 13:15, 15:11) |
| TSC Berlin                       | –       | SC Dynamo Berlin    | 3:1 – (15:10, 15:11, 12:15, 15:12)       |

## Abschlusstabelle
| Pl. | Verein                       | Verein              | S | N | Sätze | Punkte |
| --- | ---------------------------- | ------------------- | - | - | ----- | ------ |
| 1   | Logo vom SC Leipzig          | SC Leipzig (M)      | 9 | 3 | 32:16 | 21     |
| 2   | Logo vom SC Traktor Schwerin | SC Traktor Schwerin | 9 | 3 | 31:22 | 21     |
| 3   | Logo vom TSC Berlin          | TSC Berlin          | 3 | 9 | 19:31 | 15     |
| 4   | Logo vom SC Dynamo Berlin    | SC Dynamo Berlin    | 3 | 9 | 18:31 | 15     |

 DDR-Meister 0 (M) Titelverteidiger

## Meistermannschaft
| 1.                  | SC Leipzig |
| ------------------- | --- |
| Logo vom SC Leipzig | Spieler: Steffen Bohne, Jan-Türk Daßler, Edgar Heinold, Lutz Hofmann , Norbert Kleine, Jörg Meschke, Ralf Tappendorf, Matthias Wagner, René Kertzscher Trainer: Rolf Hornschuh und Hans-Jürgen Maune |